# Willem van den Heuvel

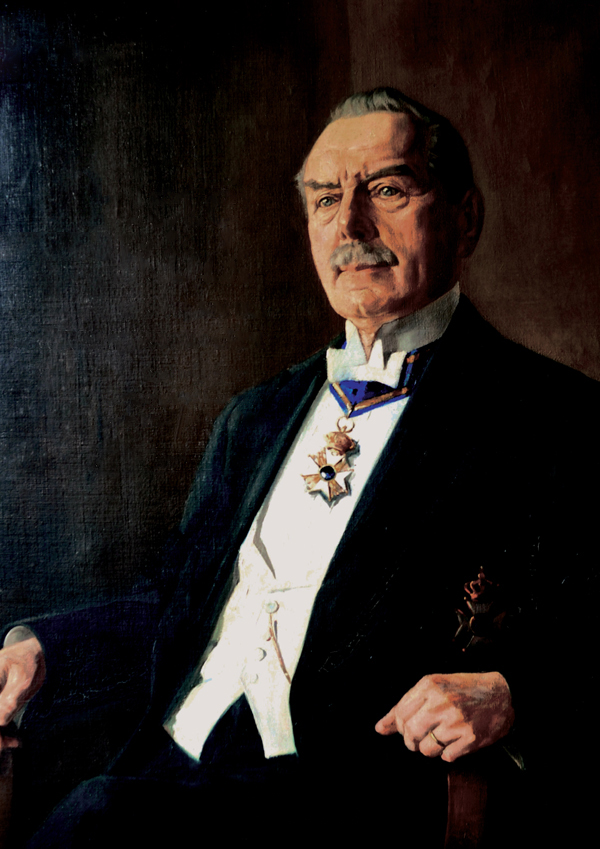
Porträt Pieter Rink

Willem Antonius van den Heuvel (* 27. April 1874 in Utrecht; † 6. August 1925 ebenda) war ein niederländischer Porträtmaler, Radierer und Lithograf.
Heuvel war von 1893 bis 1896 Student an der Rijksakademie van beeldende kunsten in Amsterdam und studierte danach in Brüssel und Paris.
Er malte, zeichnete, radierte und lithografierte Figuren, insbesondere Porträts. Auch schuf er Plakate.
Heuvel war Mitglied von „Arti et Amicitiae“ in Amsterdam.
Er lebte und arbeitete in Amsterdam, Brüssel, Paris, Utrecht (nach 1903), De Bilt und Bilthoven.